# Бојан Лазаров
Бојан Лазаров (15. мај 1972 — Београд, 9. април 2022) био је српски глумац.

## Биографија
Лазаров је рођен 15. маја 1972. године. Био је члан ансамбла Малог позоришта „Душко Радовић“.
Студирао је глуму на Академији уметности у Новом Саду, у класи професора Боре Драшковића. Од 1996. године професионално је глумио у позоришту, на филму и телевизији. Био је члан Народног позоришта у Сомбору. Остварио је бројне улоге у позориштима у Београду и Сомбору.
Извршио је самоубиство услед депресије, 9. априла 2022. скоком са моста на Ади.

## Филмографија
| Год.       | Назив                          | Улога                 | Напомена         |
| ---------- | ------------------------------ | --------------------- | ---------------- |
| 2000-е     |                                |                       |                  |
| 2007.      | Клопка                         | млади доктор          |                  |
| 2007.      | Маска                          | слуга                 |                  |
| 2008.      | Биро за изгубљене ствари       | Џојстик               |                  |
| 2008.      | Није крај                      | полицајац 2           |                  |
| 2009.      | Београдски фантом              | Илија Богдановић      |                  |
| 2010-е     |                                |                       |                  |
| 2011.      | Мирис кише на Балкану          | Муса                  | ТВ серија, 1 еп. |
| 2012.      | Смрт човека на Балкану         | болничар              |                  |
| 2013.      | Само кажем                     | Небојша               |                  |
| 2014.      | Темплар: Крв за крв            | трговац               |                  |
| 2015.      | Смрдљива бајка                 | професор Димитријевић |                  |
| 2016.      | Добра жена                     | поп на слави          |                  |
| 2016.      |                                | Брзи                  | кратки филм      |
| 2018.      | Драма о Мирјани и овима око ње | Луцио                 |                  |
| 2018.      | Јутро ће променити све         | Злаја                 | ТВ серија, 1 еп. |
| 2018—2019. | Ургентни центар                | полицајац Лепомир     | ТВ серија, 4 еп. |
| 2019.      | Државни службеник              | Душан Радмиловић      | ТВ серија, 1 еп. |
| 2019.      | Истине и лажи                  | детектив Стокић       | ТВ серија, 7 еп. |
| 2019.      | Морнарички специјалци          | Питер Малкин          | ТВ серија, 1 еп. |
| 2019—2020. | Црвени месец                   | Јован Ружичић         | ТВ серија        |
| 2020-е     |                                |                       |                  |
| 2020.      | Викенд са ћалетом              | доктор                |                  |
| 2020.      | 12 речи                        |                       | ТВ серија, 1 еп. |
| 2021.      | Викенд са ћалетом              | доктор                | ТВ серија, 1 еп. |
| 2021.      | Тајне винове лозе              | психолог Митар        | ТВ серија, 7 еп. |

## Позоришне представе
- Ноћ у Мерлиновом замку
- Скоро свако може да падне, осим чапље!
- Преваранти
- Цар је го!
- Мала школа рокенрола
- Мали каплар

## Улоге у синхронизацијама
| Година синх. | Назив                                      | Улога |
| ------------ | ------------------------------------------ | --- |
| 20??.        | Вили — летећи џип                          | Мали итд. |
| 2001.        | Мали летећи медведићи                      | |
| 2002.        | Три лакрдијаша                             | Мо, Лари итд. |
| 2005—2010.   | Симсала Грим                               | споредне улоге |
| 2005.        | Астерикс Гал                               | Наратор, Врховникс итд. |
| 2005.        | Астерикс и Клеопатра                       | Наратор, Врховникс, Едифис итд. |
| 2005.        | Астерикс и 12 Задатака                     | Наратор, Врховникс, Цилиндрикс итд. |
| 2005.        | Астерикс и Велика битка                    | Наратор, Дрмаморикс, Проликс итд. |
| 2005.        | Талични Том: Балада о Далтонима            | Аверел Далтон, шериф, Змијино Перо, додатни гласови |
| 2006.        | Вили Фог: Пут у средиште земље             | Кондуктер итд. |
| 2006.        | Бадње вече                                 | Божић Бата, Ирв |
| 2006.        | Воз снова                                  | Тата, Чарли, Морж |
| 2006.        | Другари                                    | Ралф, Стивен, Артур, Вилијамсон итд. |
| 2006.        | Конан пустолов                             | Корин, Рат-Амон / Вретамон, Зула (Е1-4) |
| 2006.        | Краљ и птица                               | Краљ Шарл XVI |
| 2006.        | Круголина                                  | Фредрик итд. |
| 2006.        | Несаломиви против Ал Мацонеа               | Ал Мацоне, Гордон, Лаки Мацано итд. |
| 2006.        | Повратак на острво са благом               | Били Боунс, Џон Силвер, Бен Ган |
| 2006.        | Тајно оружје                               | Атила, Хектор, Вајс Милер |
| 2006.        | Фантађиро: Потрага за Куорумом             | Краљ Хадријан итд. |
| 2006.        | Хуго из џунгле — велика филмска звезда     | Доктор Стурмдранг итд. |
| 2006.        | Чупко: Божићна песма                       | Теча Рон, Страмер, господин Батонс, господин Кану, дух, пацов |
| 2006.        | Џек Фрост                                  | Тата, Пит Извинко, Кублај Краус, Сниф, Отац Зима, господин Равано |
| 2006.        | Астерикс и Викинзи                         | Наратор, Дрмаморикс, Криптограф итд. |
| 2006.        | Јоланда и тајна црне руже                  | Црни гусар, Чапман итд. |
| 2006.        | Легенда о Парви                            | Наратор, Стари мудрац итд. |
| 2006.        | Спајдермен                                 | Кингпин (Е2-3), Џозеф "Роби" Робертсон, Алистер Смајт (Е2, E8-9), Др. Курт Конорс / Гуштер, Норман Озборн (Е3), Ото Октавијус / Др. Октопод, Носорог, Шокер, Квентин Бек / Мистерио, Шкорпион, Флеш Томсон (Е3) |
| 2006.        | Икс-мени                                   | Киклоп / Скот Самерс, Вулверин / Џејмс Логан |
| 2006.        | Замак на небу                              | Генерал. Газда |
| 2006.        | Покемон: судбина Деоксиса                  | Брок, Професор Ланд, Сид, Наратор |
| 2006.        | Кирику против дивљих животиња              | Старац, Мудрац |
| 2006.        | Унутар Пентагона                           | Нарација |
| 2006.        | Индијска царства                           | Нарација |
| 2007.        | Прасетове лагарије                         | |
| 2007.        | Трансформерси: Генерација 2                | Приповедач, Шоквејв, Хаунд, Тандеркрекер итд. |
| 2007.        | Авантуре Маје и Марка                      | Ћирило, Габи, Берто, Згари итд. |
| 2007.        | Баџи — мали хеликоптер                     | Лајонел, Смоки итд. |
| 2007.        | Бил сањар                                  | Приповедач |
| 2007.        | Велики добри џин (1989)                    | Велики добри џин, командант ратног ваздухопловства, наредник |
| 2007.        | Зип и Зап                                  | Зап |
| 2007.        | Корњача Френклин и језеро с благом         | Господин Корњача, Дабар, Гризли |
| 2007.        | Лоте из Изумграда                          | Џон, Оскар, Едвард, Теодор итд. |
| 2007.        | Мон Кол витезови                           | Принц Ексентро, Мондо, краљ Мачак итд. |
| 2007.        | Патуљци: Зимска авантура                   | Дени итд. |
| 2007.        | Пси милионери                              | Шерман, Џон Поштенко итд. |
| 2007.        | Пустоловине Мале сирене                    | Принц Џастин, приповедач |
| 2007.        | Путовање на Запад: Легенда о краљу мајмуна | Приповедач, Лорд Унскрупула, Велики небески војвода, Трооки барон итд. |
| 2007         | Рат птица                                  | Фредрик, Армстронг итд. |
| 2007.        | Реј – краљ са дрвеним мачем                | Алвар, краљ Фердинанд итд. |
| 2007.        | Туба Тубић                                 | Туба Тубић |
| 2007.        | Жапчићи у акцији                           | Грива, Мудријаш, Еребус, Жабац, Платон итд. |
| 2007.        | Пом Поко                                   | Шокичи, Приповедач |
| 2007.        | Анђелчић                                   | Чувар капије итд. |
| 2007.        | Нико                                       | Оскар итд. |
| 2008.        | Авантуре Робина Худа                       | разни ликови |
| 2008.        | Попајино путовање: потрага за Папијем      | Баџа итд. |
| 2008.        | Легенда о Атлантиди                        | Краљ, Грифос |
| 2008.        | Ђоле из џунгле                             | Генерал Максимус, професор Стрикт, јагуар итд. |
| 2008.        | Макс и дружина                             | Мартин, Родолфо |
| 2008.        | Свемирски тркачи ()                        | Грог |
| 2008.        | Три мускетара (1986)                       | Кардинал Ришеље, Портос итд. |
| 2008.        | Чаробњак из Оза: Озма                      | Приповедач, Лав, Лорд Калико итд. |
| 2008.        | Чаробњак из Оза: Смарагдни град            | Приповедач, Лав, Лорд Калико, Гроливог итд. |
| 2008.        | Чаробњак из Оза: Чудесни чаробњак из Оза   | Приповедач, Лав, чаробњак из Оза итд. |
| 2008.        | Шимпанзе у свемиру                         | Сенатор, Титан итд. |
| 2008.        | Необична зубић вила                        | Зубић итд. |
| 2008.        | Ајванхо                                    | Ајванхо итд. |
| 2009.        | Артур и Малтазарова освета                 | додатни гласови |
| 2009.        | Андерсен прича приче                       | Андерсен итд. |
| 2009.        | Крзнена вила-зубић 2                       | Зубић, Мориенте |
| 2009.        | Миа и Мигу                                 | Мигу #1, Педро, господин Хјустон, Баклава, Мартин, Шарлмањ, Вилфорд, додатни гласови |
| 2009.        | Принц Валијант                             | Мерлин, приповедач, краљ Виљем, Данкан Драконаријус, Џон Бродич, Сер Брајант итд. |
| 2009.        | Сунашце Бери                               | Тито, Тони Дин итд. |
| 2009.        | Магија Винкс: Тајна изгубљеног краљевства  | Брендон, Мајк, Хаген, Лорд Бартлеби, Приповедач |
| 2009-16.     | Галактички фудбал                          | Џок, Белоу, Болдвин; Војвода Медокс, Брим Баларијус (С3) |
| 2009.        | Хокејаши из свемира                        | Кнез од Наранџе, Лорд Драгонус |
| 2009.        | Пако, Нуки и Лола                          | Пако |
| 2010.        | Алфа и Омега                               | Витко, Марсел итд. |
| 2010.        | Артур 3: Рат два света                     | Малтазар |
| 2010.        | Јона: Легенда о птици без крила            | Господар Паракеке |
| 2010.        | Магична вртешка                            | Дугал, Зибиди |
| 2010.        | Семи на путу око света                     | Семи (стар) |
| 2010.        | Сендмен и изгубљени песак снова            | Пескар, тата |
| 2010.        | Три пљачкаша                               | Приповедач, Маленте, Николас |
| 2010.        | Чудесни свет: Лекције из географије        | сви мушки ликови |
| 2011.        | Кунг-фу панда 2                            | Вучји Шеф |
| 2011.        | Брендан и књига тајни                      | Брат Леонардо, Брат Сергеј, Брат Ејдан |
| 2011.        | Дружина против Живка Жабоједа              | Минг Бозелијус итд. |
| 2011.        | Лоте и тајна месечевог камена              | Клаус, Вил итд. |
| 2011.        | Пингвин Џаспер и путовање на крај света    | Доктор Блок, Џасперов тата |
| 2011.        | Титеф                                      | Иго итд. |
| 2011.        | Штрумпфови (ТВ серија)                     | Велики Штрумпф, Шкрабало, Потрчко, Куцкало итд. |
| 2012.        | Играчке са тавана                          | Теди итд. |
| 2012.        | Легенда о кунг-фу зеки                     | Учитељ итд. |
| 2012.        | Мадагаскар 3: Најтраженији у Европи        | Витали |
| 2012.        | Марко Макако                               | Капетан, Председник, Џими |
| 2012.        | Ронал варварин                             | Гундар итд. |
| 2012.        | Семијева велика авантура 2                 | Алберт итд. |
| 2012.        | Атлантида: Изгубљено царство               | Др Џошуа Слатки |
| 2012.        | Пет легенди                                | Ускршњи зека |
| 2013.        | Бекство са планете Земље                   | Генерал Шенкер, Док |
| 2013.        | Витез Рђавко                               | Краљ итд. |
| 2013.        | Гномео и Јулија                            | Тибалд |
| 2013.        | Господин Месец                             | Приповедач, господин Бунзен |
| 2013.        | Кумба                                      | Фанго, Најџел |
| 2013.        | Бидаман: Унакрсна ватра                    | Такакура, Дразерос |
| 2013.        | Тед - изгубљени пустолов                   | Професор Хамберт, професор Лавроф |
| 2013.        | Кућа великог мађионичара                   | Чивава |
| 2013.        | Код Лиоко: Еволуција                       | Тајрон |
| 2013.        | Мућкалица                                  | Ђанго |
| 2013.        | Октонаути (С1)                             | Квази, Морски Слон |
| 2014.        | Гон                                        | Носорог, Хедо, Камерон |
| 2014.        | Меда Педингтон                             | Господин Кари |
| 2014.        | Нуки и пријатељи                           | Приповедач, Пако |
| 2014.        | Повратак у Оз                              | Чика Хенри |
| 2014.        | Ћурке на слободи                           | Генерал Саган, Мало Племе |
| 2014.        | Џастин и храбри витезови                   | Браулио, додатни гласови |
| 2014.        | Јастучићи (Patch Pillows)                  | Тутко |
| 2014.        | Пчелица Маја (2012)                        | Судија Восковић |
| 2014.        | Смешарики                                  | Гаврић (Кар Карич) |
| 2014.        | Смешарики: Пин код (С1)                    | Гаврић |
| 2014.        | Тврд орах                                  | Џони, Редлајн |
| 2015.        | Зашто (ни)сам појео свог тату              | Краљ Симеон |
| 2015.        | Змајево гнездо: Зора ратника               | Краљ, Варнак итд. |
| 2015.        | Мун — чувар месеца                         | Лијун |
| 2015.        | Смотанко и Трапавко: Невероватна мисија    | Начелник |
| 2015.        | Трансформерси: Прајм (С2-3)                | Оптимус Прајм, Агент Вилијам Фаулер |
| 2015.        | Снежна краљица 3D                          | |
| 2015.        | Снежна краљица:Снежни краљ                 | Генерал Арог |
| 2015.        | Југио 5Д (С3-4)                            | Примо, Жан, шеф |
| 2015.        | Трансформерси: Прерушени роботи            | Оптимус Прајм, Гримлок |
| 2016.        | Дигимон фузија (С2)                        | Дорбикмон, Грејмон, Метал Грејмон, Зик Грејмон, Аполомон, Шапутави |
| 2016.        | Храбри петао                               | Дон Пончо итд. |
| 2016.        | Југио Зексал                               | Др. Фејкер итд. |
| 2016.        | Калимеро                                   | Градоначелник |
| 2016.        | Певајмо                                    | Маркус |
| 2016.        | Тајне авантуре кућних љубимаца             | Тиберије |
| 2018.        | Невероватна прича о џиновској крушки       | |